# Fossilienmuseum Mölten

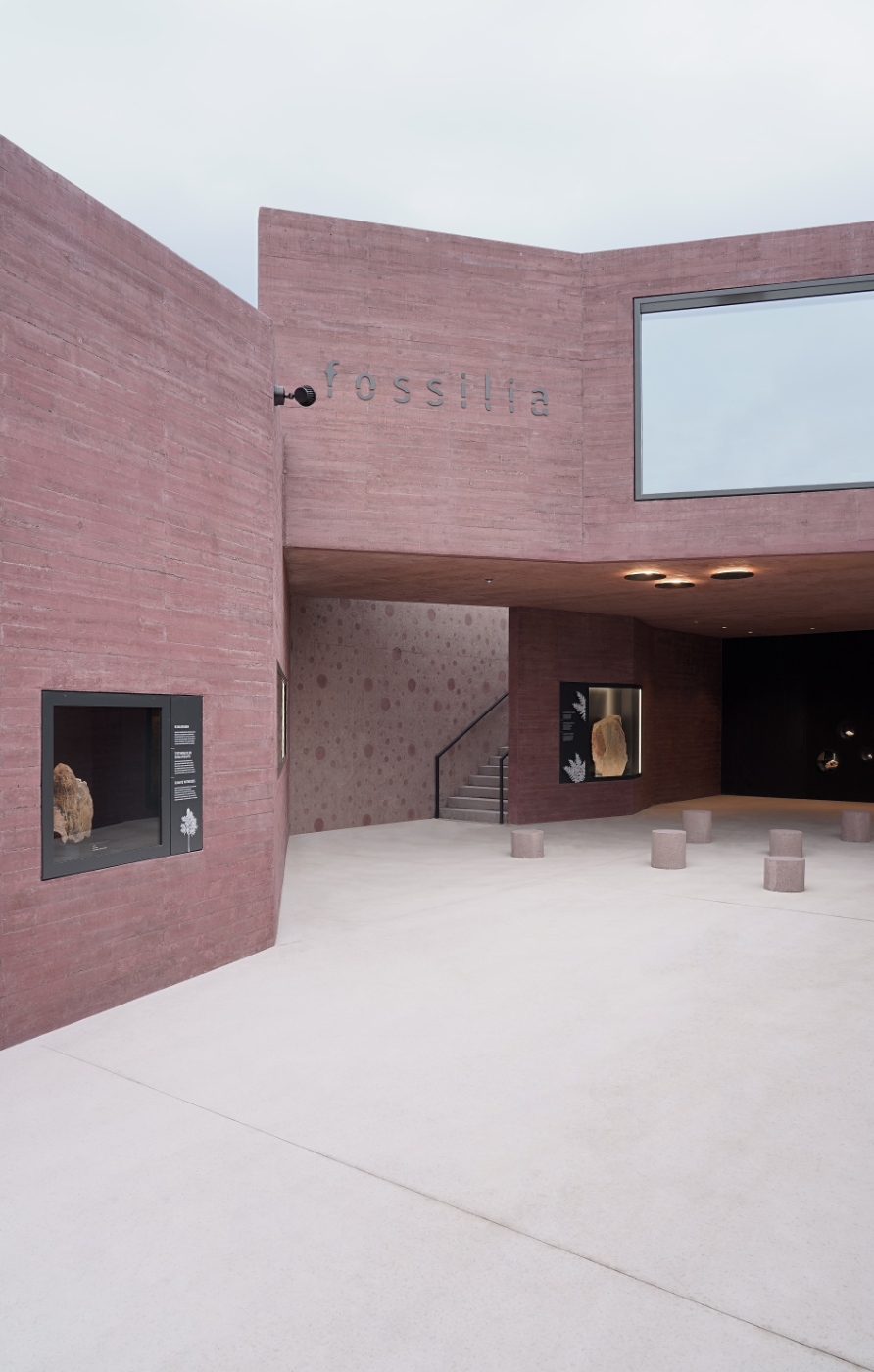
Fossilienmuseum Mölten nach der Neueröffnung 2023

Das Fossilienmuseum Mölten ist ein kleines geologisches Museum in der Südtiroler Gemeinde Mölten.

## Geschichte
Den indirekten Anlass für die Errichtung des Fossilienmuseums in Mölten gab die Restaurierung der Bozener Pfarrkirche. Für die Renovierungsmaßnahme wurde am Möltner Joch ein Steinbruch eröffnet, an dem Grödner Sandstein abgebaut wurde. Dort fand man in großer Zahl Pflanzenfossilien aus der jüngeren Permzeit. Es stellte sich heraus, dass das Steinbruchgebiet eine der größten Ansammlungen fossiler Pflanzenreste von ganz Südtirol war.
Initiator für die Errichtung des Fossilienmuseums war Franz Josef Karnutsch, der von 1969 bis 1990 Bürgermeister von Mölten war. Das Fossilienmuseum sollte der passende Ort zur Präsentation der am Sandsteinbruch gemachten Funde werden.
Unter Einbeziehung seines Nachfolgers Alois Heiß begann der Bau des ersten Museums, das 2001 offiziell eröffnet wurde und 20 Jahre lang Tag und Nacht für Besucher geöffnet war. Im Jahr 2017 beschloss die Gemeinde Mölten, das Museum zu revitalisieren. Mit finanzieller Beteiligung des Europäischen Landwirtschaftsfonds für die Entwicklung des ländlichen Raums (LEADER) und der Autonomen Provinz Bozen wurde das Projekt für das neue Museum „Fossilia“ realisiert und im Jahr 2023 eröffnet.
In Südtirol gibt es drei bekannte Fundorte für Fossilien aus dem Oberen Perm (vor circa 260-252 Millionen Jahren): Bletterbach, Seceda und Mölten. Die Fossilienfunde in Mölten sind sehr gut erhalten. Es wurden Abdrücke von fossilen Baumstämmen gefunden, die Details ihres Wachstums, ihrer Rindenstruktur, Äste und ihrer Größe deutlich zeigen.

## Museum
Das Fossilienmuseum bietet in neun Vitrinen einen Einblick in die Erdgeschichte des Tschögglberges; es werden verschiedene Mineralien, Fossilien und geologische Handstücke gezeigt. Circa 260 Millionen Jahre alte Baumstämme, verkohlte Äste und Blätter sind ausgestellt. Darunter sind urtümliche Nadelhölzer der Gattungen Hermitia, Quadrocladus und Ortiseia vor, daneben auch Schachtelhalme (Sphenophyta), der mögliche Erstnachweis von Supaia in Europa, ein Blatt der ginkgoartigen Baiera und Cordaiten.
Im Zuge der Renovierung im Jahr 2020 wurde die ursprüngliche Ausstellung in Kooperation mit dem Naturmuseum Südtirol überarbeitet und von der Paläobotanikerin Evelyn Kustatscher neu kuratiert.